# Zachary Burt
Zachary Burt (* 4. září 1993) je kanadský zápasník–judista.

## Sportovní kariéra
S judem začínal v 6 letech v Oshawě v klubu Upper Canada pod vedením svého otce Davida. Vrcholově se připravuje v Montréalu národním tréninkovém centru INS Québec. V kanadské mužské reprezentaci se prosazuje od roku 2015. Kvalifikaci na olympijské hry v Riu však nestihl. Od roku 2016 startuje ve váze do 90 kg.

## Výsledky
| Olympijské hry          |     |   |     | —   |     |     |    |  |  |  |  |  |  |  |  |  |  |  |  |  |  |
| Mistrovství světa       | —   | — | —   |     | úč. | úč. |    |  |  |  |  |  |  |  |  |  |  |  |  |  |  |
| Panamerické hry         |     |   | 5.  |     |     |     |    |  |  |  |  |  |  |  |  |  |  |  |  |  |  |
| Panamerické mistrovství | —   | — | úč. | úč. | 5.  | 5.  | 3. |  |  |  |  |  |  |  |  |  |  |  |  |  |  |
| MS juniorů              | úč. |   |     |     |     |     |    |  |  |  |  |  |  |  |  |  |  |  |  |  |  |